# تحویل ژن
تحویل ژن (به انگلیسی Gene delivery)پروسه‌ای است که در آن دی ان ای خارجی به سلول میزبان وارد می‌شود.
روش‌های مختلف بسیاری برای انتقال ژن در انواع سلول‌ها و بافت‌ها، از باکتری تا انسان، توسعه یافته‌است.
به منظور این که انتقال ژن به خوبی انجام گیرد، DNA ی خارجی باید در سلول‌های میزبان زنده باقی بماند تا با ژنوم آن ادغام گردد. بدین منظور لازم است که DNA ی خارجی به عنوان بخشی از یک ناقل سنتز شود.
برای انتقال ژن مورد نظر به سلول میزبان، از ناقل استفاده می‌شود. ناقلهایی که به عنوان روشی برای تحویل ژن استفاده می‌شوند به دو دسته ویروسی و غیر ویروسی تقسیم می‌گردند.
در یوکاریوت‌ها، اگر ترانس ژن به کروموزوم جنسی میزبان بپیوندد، سلول میزبان حاصل می‌تواند ترانس ژن را به دودمان خود منتقل کند. اگر ترانس ژن با هر کروموزوم دیگری ادغام شود، با مرگ سلول میزبان از بین خواهد رفت.
روش‌های غیر ویروسی عبارتند از روش‌های فیزیکی مانند الکتروپوریشن، میکرواینجکشن، تفنگ ژن، امپیلفیکشن، فشار هیدرواستاتیک، تزریق مداوم و فراصوت و شیمیایی، مانند لیپوفکشن. این روش همچنین می‌تواند شامل استفاده از ناقل ژن‌های پلیمری (پلی پلکس) نیز باشد.
انتقال ژن با واسطه ویروس از توانایی یک ویروس برای تزریق DNA ی خود به داخل یک سلول میزبان بهره می‌گیرد. انتقال فرایندی است که طی آن DNA به سلول میزبان تزریق و داخل ژنوم آن الحاق می‌شود. در ژن درمانی، ژنی مورد نظر به شکل یک ذره ویروسی فاقد قدرت رونویسی بسته‌بندی شده تا یک ناقل ویروسی را شکل دهد.
ویروس‌هایی که به منظور ژن درمانی تا به امروز استفاده شده‌اند شامل رتروویروس، آدنوویروس، ویروس آدنو- وابسته و ویروس هرپس سیمپلکس می‌باشند. با این حال، برای استفاده از ویروس به منظور حمل ژن به سلول مشکلاتی وجود دارد. ویروس‌ها تنها می‌توانند قطعات بسیار کوچک از DNAرا به داخل سلول حمل کنند، که این مستلزم کار فشرده است. خطرات ناشی از جایگاه‌های درج تصادفی، اثرات سایتوپاتیک و جهش زایی نیز وجود دارد.

## کاربردها
چندین روش به منظور تسهیل انتقال ژن در طبیعت و تحقیقات استفاده شده‌اند که برای اهداف درمانی نیز کاربرد دارد. ژن درمانی از انتقال ژن برای انتقال مواد ژنتیکی به هدف درمان یک بیماری یا یک وضعیت در سلول بهره می‌گیرد. انتقال ژن در برنامه‌های درمانی از ناقل‌های غیر ایمنی زای متناسب با ویژگی سلول استفاده می‌کند که می‌تواند مقدار کافی از بیان ترانس ژن را انتقال دهد و منجر به اثر دلخواه شود.